# Quest for Glory I: So You Want To Be A Hero
Quest for Glory I: So You Want To Be A Hero je fantasy počítačová hra z roku 1989 z dílny společnosti Sierra. Žánrově se jedná o mix adventury a RPG. Roku 1992 společnost Sierra převedla původní EGA grafiku do nového VGA formátu a hra prodělala také několik dalších změn.

## Příběh
Hlavní hrdina přichází do města Spielburg zavaleného těsně potom sněhovou lavinou. Město má hned několik problémů, jak se hrdina časem dozví. Hlavním z nich je baba Jaga, která místnímu baronovi zaklela vojsko a také unesla dceru Elsu. Město také trápí početné tlupy zlodějů, banditů, goblinů a dalších příšer. Navíc se ztratil mladý a značně namyšlený baronet. Na hrdinovi je, aby tyto problémy vyřešil a stal se čestným hrdinou města Spielburg.

## Herní systém
Hráč má na začátku výběr ze tří charakterů – bojovník, kouzelník a zloděj. Pro každého z nich má herní linie trochu jinou podobu a každý může mnoho problémů vyřešit odlišným způsobem než ostatní – kouzelník se v průběhu hry učí nová kouzla, zloděj vykrádá domy a kradené zboží prodává v cechu a bojovník má zase třeba jako jediný k dispozici brnění a štít. Po volbě se hráč ocitá ve městě, po kterém se může volně procházet a hovořit s místními. Při procházení lesem naráží na mnoho (povětšinou nepřátelských) lidských i méně lidských bytostí. Svět je poměrně otevřený a není většinou není třeba někam pospíchat. Nachází se v něm jen několik míst, kde může hrdina přespat a vyhnout se tak smrti. Pokud se hrdina dostane do konfliktu se znepřátelenou bytostí, nastává souboj, po jehož ukončení hráč (pokud nezemřel) může ohledat protivníkovu mrtvolu. Další spíše adventurní částí hry je klasické sbírání předmětů a jejich používání na správných místech.
Na svou dobu byl revoluční systém statistik, kdy se jednotlivé vlastnosti zlepšovaly tím, že je hrdina prostě používal. Stejný systém je použit například v oblíbené herní sérii Elder Scrolls.

## Umělecká stránka
Celá hra měla krásný pohádkový ráz se znatelnými germánskými prvky. Měnil se den s nocí, což v roce 1989 bylo něco převratného. Celou ji také prostupoval ostrý humor, který ji ale v žádném případě neubíral na vážnosti. V příběhu se taky objeví několik vypilovaných postav (Baba Jaga, kočičí lidé, baronet, poustevník Henry), které hře dodávají na zajímavosti. Tehdejší samozřejmostí byl nádherný a do detailů domyšlený příběh, jaký už se v dnešních hrách objeví málokdy.

## EGA a VGA
EGA verze vydaná roku 1989 disponovala v té době povedenou 16barevnou grafikou. Témata rozhovorů s jednotlivými postavami byla postupně doplňována a nebyla všechna dostupná od začátku. Celá hra se ovládala příkazovým systémem, kdy bylo nutné vypisovat zvlášť každý příkaz, který měla postava provést (typu climb tree, open door a podobně) a hráč musel při každém rozhovoru dávat velký pozor na přesné formulace, které daná NPC použila, aby je později mohl v příkazech použít. Zároveň bylo nutné každý den jíst a spát, aby postava nezemřela. To vše zásadně zvyšovalo obtížnost a EGA verze je tak obecně právem považována za obtížnější.
Oproti tomu VGA verze ve své době zapůsobila překrásnou malovanou grafikou. Hrdina se již neovládal příkazy, ale pomocí myši, kterou se daly měnit jednotlivé režimy (prozkoumej, dotkni se a podobně). Nutnost spát zůstala, jíst už nebylo třeba. Také rozhovory byly otevřené již od začátku a celková obtížnost značně poklesla.